# Château de Chinchilla
Le château de Chinchilla est un château située dans la municipalité espagnole de Chinchilla de Monte-Aragón dans la communauté autonome de Castille-La Manche. Il a été déclaré Bien d'intérêt culturel en 1931.

## Présentation
Il s'agit d'une forteresse du XVIe siècle située dans une position très stratégique à l'époque du fait de la forte population de la ville.

### Source
- (es) Cet article est partiellement ou en totalité issu de l’article de Wikipédia en espagnol intitulé « Castillo de Chinchilla » (voir la liste des auteurs).